# Tilletia brachypodii-mexicani
Tilletia brachypodii-mexicani är en svampart som beskrevs av Vánky 1995. Tilletia brachypodii-mexicani ingår i släktet Tilletia och familjen Tilletiaceae.   Inga underarter finns listade i Catalogue of Life.